# نبرد هوکوئتسو
نبرد هوکواتسو انگلیسی: 北越戦争 Hokuetsu senso یکی از نبردهای جنگ بوشین در دوره اصلاحات میجی بود. این نبرد در سال ۱۸۶۸ در شمال ژاپن در استان نیگاتای امروزی رخ داد.